# Литванија на Европском првенству у атлетици на отвореном 2018.
Литванија је учествовала на 24. Европском првенству у атлетици на отвореном 2018. одржаном у Берлину, (Немачка), од 6. до 12. августа. Ово је десето европско првенство у атлетици на отвореном на којем је Литванија учествовала. Репрезентацију Литваније представљало је 27 спортиста (12 мушкараца и 15 жена) који су се такмичили у 13 дисциплина (8 мушких и 11 женских).
У укупном пласману Литванија је са 2 освојене медаље (златна и бронзана) заузела 17. место. У табели успешности према броју и пласману такмичара који су учествовали у финалним такмичењима (првих 8 такмичара) Литванија је са 7 учесника у финалу заузела 17. место са 34 бода.
| Пл. | Земља     | 1. место | 2. место | 3. место | 4. место | 5. место | 6. место | 7. место | 8. место | Бр. фин. | Бодови |
| --- | --------- | -------- | -------- | -------- | -------- | -------- | -------- | -------- | -------- | -------- | ------ |
| 17. | Литванија | 1-8      | -        | 1-6      | 2-10     | 1-4      | 2-6      | -        | -        | 7        | 34     |

## Учесници
| Мушкарци: - Гедиминас Трускаускас — 200 м - Симас Берташиус — 1.500 м - Валдас Дополскас — Маратон - Ремигијус Канчис — Маратон - Игнас Брасевичиус — Маратон - Миндаугас Виршилас — Маратон - Јустинас Бержанскис — 3.000 м препреке - Артурас Мастианица — 50 км ходање - Тадас Шушкевичиус — 50 км ходање - Андријус Глебаускас — Скок увис - Андријус Гуџијус — Бацање диска - Едис Матусевичиус — Бацање копља | Жене: - Каролина Делиаутаите — 100 м - Агне Шеркшњене — 400 м - Модеста Мораускаите — 400 м, 4 х 400 м - Ева Мисиунаите — 400 м, 4 х 400 м - Егле Балчиунаите — 800 м - Милда Ејмонте — Маратон - Ваида Жусинаите — Маратон - Габија Галвидите — 4 х 400 м - Ерика Круминаите — 4 х 400 м - Бригита Вирбалите-Димшиене — 20 км ходање - Живиле Ваициукевичиуте — 20 км ходање - Ајрине Палшуте — Скок увис - Довиле Дзиндзалетајте — Троскок - Иева Заранкаите — Бацање кугле, Бацање диска - Ливета Јасиунаите — Бацање копља |  |

маратон

## Резултати

### Мушкарци
| Атлетичар             | Дисциплина       | Лични рекорд | Квалификације | Квалификације | Полуфинале           | Полуфинале           | Финале               | Финале       | Детаљи |
| Атлетичар             | Дисциплина       | Лични рекорд | Резултат      | Место         | Резултат             | Место                | Резултат             | Место        | Детаљи |
| --------------------- | ---------------- | ------------ | ------------- | ------------- | -------------------- | -------------------- | -------------------- | ------------ | ------ |
| Гедиминас Трускаускас | 200 м            | 20,98        | 21,11         | 5. у гр. 4    | Није се квалификовао | Није се квалификовао | Није се квалификовао | 30 / 40      |        |
| Симас Берташиус       | 1.500 м          | 3:39,01 НР   | 3:40,95 кв    | 4. у гр. 3    |                      |                      | 3:39,04              | 30 / 40      |        |
| Валдас Дополскас      | Маратон          | 2:16:35      |               |               |                      |                      | 2:18:12              | 20 / 58 (72) |        |
| Ремигијус Канчис      | Маратон          | 2:13:12      | 2:18:59       | 26 / 58 (72)  |                      |                      |                      |              |        |
| Игнас Брасевичиус     | Маратон          | 2:18:56      | 2:20:20       | 40 / 58 (72)  |                      |                      |                      |              |        |
| Миндаугас Виршилас    | Маратон          | 2:23:49      | 2:27:47       | 55 / 58 (72)  |                      |                      |                      |              |        |
| Јустинас Бержанскис   | 3.000 м препреке |              | 8:36,88 ЛР    | 10. у гр. 1   |                      |                      | Није се квалификовао | 17 / 27 (29) |        |
| Артурас Мастианица    | 50 км ходање     | 3:58:33      |               |               |                      |                      | 3:58:29 ЛР           | 14 / 26 (35) |        |
| Тадас Шушкевичиус     | 50 км ходање     | 3:51:58      | 4:01:30       | 17 / 26 (35)  |                      |                      |                      |              |        |
| Андријус Глебаускас   | Скок увис        | 2,26         | 2,16          | 9. у гр. А    |                      |                      | Није се квалификовао | 20 / 27 (28) |        |
| Андријус Гуџијус      | Бацање диска     | 69,59        | 64,30 КВ      | 2. у гр. Б    | 68,46                |                      |                      |              |        |
| Едис Матусевичиус     | Бацање копља     | 84,78 НР     | 81,08         | 3. у гр. А    | 77,64                | 10 / 28              |                      |              |        |

### Жене
| Атлетичарка                                                            | Дисциплина   | Лични рекорд | Квалификације         | Квалификације         | Полуфинале            | Полуфинале            | Финале                | Финале       | Детаљи |
| Атлетичарка                                                            | Дисциплина   | Лични рекорд | Резултат              | Место                 | Резултат              | Место                 | Резултат              | Место        | Детаљи |
| ---------------------------------------------------------------------- | ------------ | ------------ | --------------------- | --------------------- | --------------------- | --------------------- | --------------------- | ------------ | ------ |
| Каролина Делиаутаите                                                   | 100 м        | 11,54        | 11,75                 | 9. у гр. 2            | Није се квалификовала | Није се квалификовала | Није се квалификовала | 35 / 37 (38) |        |
| Агне Шеркшњене                                                         | 400 м        | 50,99 НР     | Директно у полуфинале | Директно у полуфинале | 51,41                 | 2. у гр. 2            | 51,42                 | 6 / 43       |        |
| Модеста Мораускаите                                                    | 400 м        | 52,67        | 52,68(.679)           | 6. у гр. 4            | Нису се квалификовале | Нису се квалификовале | Нису се квалификовале | 29 / 43      |        |
| Ева Мисиунаите                                                         | 400 м        | 53,06        | 54,02                 | 8. у гр. 3            | Нису се квалификовале | Нису се квалификовале | Нису се квалификовале | 42 / 43      |        |
| Егле Балчиунаите                                                       | 800 м        | 1:59,29      | 2:02,18 кв, ЛРС       | 6. у гр. 4            | 2:04,60               | 7. у гр. 1            | Није се квалификовала | 15 / 32 (33) |        |
| Милда Ејмонте                                                          | Маратон      | 2:34:48      |                       |                       |                       |                       | 2:38:58               | 27 / 46 (56) |        |
| Ваида Жусинаите                                                        | Маратон      | 2:32:50      | 2:50:49               | 43 / 46 (56)          |                       |                       |                       |              |        |
| Ева Мисиунаите² Модеста Мораускаите² Габија Галвидите Ерика Круминаите | 4 х 400 м    | 3:27,5 НР    | 3:32,86               | 7. у гр. 2            |                       |                       | Нису се квалификовале | 15 / 15 (16) |        |
| Бригита Вирбалите-Димшиене                                             | 20 км ходање | 1:29:02      |                       |                       |                       |                       | 1:27:59 НР, ЛР        | 4 / 26 (30)  |        |
| Живиле Ваициукевичиуте                                                 | 20 км ходање | 1:31:23      | 1:28:07 НРмс, ЛР      | 5 / 26 (30)           |                       |                       |                       |              |        |
| Ајрине Палшуте                                                         | Скок увис    | 1,98 НР      | 1,90 кв               | 2. у гр. Б            |                       |                       | 1,96 ЛРС              | 4 / 25       |        |
| Довиле Дзиндзалетајте                                                  | Троскок      | 14,23 НР     | 13,75                 | 10. у гр. Б           | Нису се квалификовале | 23 / 27 (29)          |                       |              |        |
| Иева Заранкаите                                                        | Бацање кугле | 16,58        | 15,63                 | 12. у гр. А           | Нису се квалификовале | 23 / 23               |                       |              |        |
| Иева Заранкаите                                                        | Бацање диска | 57,15        | 53,91                 | 10. у гр. А           | Нису се квалификовале | 23 / 29               |                       |              |        |
| Ливета Јасиунаите                                                      | Бацање копља | 61,61        | 61,61 КВ, =ЛР         | 2. у гр. А            | 61,59                 |                       |                       |              |        |

- Такмичарке у штафети означене бројем учествовале су и у појединачним дисциплинама.